# 纹苞风毛菊
纹苞风毛菊（学名：Saussurea lomatolepis）为菊科风毛菊属的植物，为中国的特有植物。分布在中亚以及中国大陆的新疆等地，生长于海拔1,300米至2,700米的地区，见于山坡草原以及草甸，目前尚未由人工引种栽培。